# Saturn-Award-Verleihung 2007
Die 33. Saturn-Award-Verleihung fand am 10. Mai 2007 statt. Erfolgreichste Produktion mit fünf Auszeichnungen wurde Superman Returns.

## Nominierungen und Gewinner

### Film
| Kategorie                               | Preisträger                                        | Film                                           | Nominierungen |
| --------------------------------------- | -------------------------------------------------- | ---------------------------------------------- | --- |
| Bester Science-Fiction-Film             |                                                    | Children of Men                                | Déjà Vu – Wettlauf gegen die Zeit The Fountain Prestige – Die Meister der Magie V wie Vendetta X-Men: Der letzte Widerstand |
| Bester Horrorfilm                       |                                                    | The Descent – Abgrund des Grauens              | Final Destination 3 Hostel Saw III Slither – Voll auf den Schleim gegangen Snakes on a Plane |
| Bester Fantasyfilm                      |                                                    | Superman Returns                               | Schweinchen Wilbur und seine Freunde Eragon – Das Vermächtnis der Drachenreiter Nachts im Museum Pirates of the Caribbean – Fluch der Karibik 2 Schräger als Fiktion |
| Bester Action-/Adventure-/Thriller-Film |                                                    | James Bond 007: Casino Royale                  | Departed – Unter Feinden Flyboys – Helden der Lüfte Mission: Impossible III Tagebuch eines Skandals Das Parfum – Die Geschichte eines Mörders |
| Bester internationaler Film             |                                                    | Pans Labyrinth                                 | Apocalypto The Host Fearless Letters from Iwo Jima Der Fluch der goldenen Blume |
| Bester Animationsfilm                   |                                                    | Cars                                           | Flutsch und weg Happy Feet Monster House Ab durch die Hecke A Scanner Darkly – Der dunkle Schirm |
| Beste Regie                             | Bryan Singer                                       | Superman Returns                               | Mel Gibson für Apocalypto Alfonso Cuarón für Children of Men Guillermo del Toro für Pans Labyrinth J. J. Abrams für Mission: Impossible III Tom Tykwer für Das Parfum – Die Geschichte eines Mörders |
| Bestes Drehbuch                         | Michael Dougherty Dan Harris                       | Superman Returns                               | Neal Purvis, Robert Wade & Paul Haggis für James Bond 007: Casino Royale Guillermo del Toro für Pans Labyrinth Andrew Birkin, Bernd Eichinger & Tom Tykwer für Das Parfum – Die Geschichte eines Mörders Zach Helm für Schräger als Fiktion Andy Wachowski & Larry Wachowski für V wie Vendetta |
| Beste Spezialeffekte                    | John Knoll Hal T. Hickel Charles Gibson Allen Hall | Pirates of the Caribbean – Fluch der Karibik 2 | John Bruno, Eric Saindon, Craig Lyn & Michael Vezina für X-Men: Der letzte Widerstand Jeremy Dawson, Dan Schrecker, Mark G. Soper & Peter Parks für The Fountain Roger Guyett, Russell Earl, Patrick Tubach & Daniel Sudick für Mission: Impossible III Karin Joy, John Andrew Berton junior, Blair Clark & John Dietz für Schweinchen Wilbur und seine Freunde Mark Stetson, Neil Corbould, Richard R. Hoover & Jon Thum für Superman Returns |
| Beste Musik                             | John Ottman                                        | Superman Returns                               | David Arnold für James Bond 007: Casino Royale Trevor Rabin für Flyboys – Helden der Lüfte Douglas Pipes für Monster House Tom Tykwer, Reinhold Heil & Johnny Klimek für Das Parfum – Die Geschichte eines Mörders John Powell für X-Men: Der letzte Widerstand |
| Bestes Kostüm                           | Chung Man Yee                                      | Der Fluch der goldenen Blume                   | Nic Ede für Flyboys – Helden der Lüfte Penny Rose für Pirates of the Caribbean – Fluch der Karibik 2 Joan Bergin für Prestige – Die Meister der Magie Sammy Sheldon für V wie Vendetta Judianna Makovsky für X-Men: Der letzte Widerstand |
| Bestes Make-Up                          | Todd Masters Dan Rebert                            | Slither – Voll auf den Schleim gegangen        | Paul Hyett & Vicki Lang für The Descent – Abgrund des Grauens Howard Berger, Gregory Nicotero & Mario Michisanti für The Hills Have Eyes – Hügel der blutigen Augen David Martí & Montse Ribé für Pans Labyrinth Ve Neill & Joel Harlow für Pirates of the Caribbean – Fluch der Karibik 2 Gregory Nicotero & Scott Patton für Texas Chainsaw Massacre: The Beginning Lou Elsey & Nikki Gooley für Star Wars: Episode III – Die Rache der Sith |
| Bester Hauptdarsteller                  | Brandon Routh                                      | Superman Returns                               | Daniel Craig für James Bond 007: Casino Royale Clive Owen für Children of Men Hugh Jackman für The Fountain Tom Cruise für Mission: Impossible III Will Ferrell für Schräger als Fiktion |
| Beste Hauptdarstellerin                 | Natalie Portman                                    | V wie Vendetta                                 | Shauna Macdonald für The Descent – Abgrund des Grauens Renée Zellweger für Miss Potter Judi Dench für Tagebuch eines Skandals Maggie Gyllenhaal für Schräger als Fiktion Kate Bosworth für Superman Returns |
| Bester Nebendarsteller                  | Ben Affleck                                        | Die Hollywood-Verschwörung                     | Sergi López für Pans Labyrinth Philip Seymour Hoffman für Mission: Impossible III Bill Nighy für Pirates of the Caribbean – Fluch der Karibik 2 James Marsden für Superman Returns Kelsey Grammer für X-Men: Der letzte Widerstand |
| Beste Nebendarstellerin                 | Famke Janssen                                      | X-Men: Der letzte Widerstand                   | Eva Green für James Bond 007: Casino Royale Cate Blanchett für Tagebuch eines Skandals Rachel Hurd-Wood für Das Parfum – Die Geschichte eines Mörders Emma Thompson für Schräger als Fiktion Parker Posey für Superman Returns |
| Bester Nachwuchsschauspieler            | Ivana Baquero                                      | Pans Labyrinth                                 | Edward Speleers für Eragon – Das Vermächtnis der Drachenreiter Ah-sung Ko für The Host Mitchel Musso für Monster House Tristan Lake Leabu für Superman Returns Jodelle Ferland für Tideland |

### Fernsehen
| Kategorie                             | Preisträger          | Film                                       | Nominierungen |
| ------------------------------------- | -------------------- | ------------------------------------------ | --- |
| Beste Fernsehpräsentation             |                      | The Quest – Das Geheimnis der Königskammer | Life on Mars – Gefangen in den 70ern Das verschwundene Zimmer Masters of Horror Nightmares & Dreamscapes: Nach den Geschichten von Stephen King 10.5 – Apokalypse                    |
| Beste Network-Fernsehserie            |                      | Heroes                                     | 24 Jericho – Der Anschlag Lost Smallville Veronica Mars |
| Beste Syndication-/Kabel-Fernsehserie |                      | Battlestar Galactica                       | The Closer Dexter Doctor Who Eureka – Die geheime Stadt Kyle XY Stargate – Kommando SG-1                                                                                             |
| Bester TV-Hauptdarsteller             | Michael C. Hall      | Dexter                                     | Kiefer Sutherland für 24 Edward James Olmos für Battlestar Galactica Matt Dallas für Kyle XY Matthew Fox für Lost Noah Wyle für The Quest – Das Geheimnis der Königskammer           |
| Beste TV-Hauptdarstellerin            | Jennifer Love Hewitt | Ghost Whisperer – Stimmen aus dem Jenseits | Katee Sackhoff für Battlestar Galactica Kyra Sedgwick für The Closer Evangeline Lilly für Lost Patricia Arquette für Medium – Nichts bleibt verborgen Kristen Bell für Veronica Mars |
| Bester TV-Nebendarsteller             | Masi Oka             | Heroes                                     | James Callis für Battlestar Galactica James Remar für Dexter Greg Grunberg für Heroes Michael Emerson für Lost Josh Holloway für Lost                                                |
| Beste TV-Nebendarstellerin            | Hayden Panettiere    | Heroes                                     | Jennifer Carpenter für Dexter Ali Larter für Heroes Elizabeth Mitchell für Lost Allison Mack für Smallville Gabrielle Anwar für The Quest – Das Geheimnis der Königskammer           |

### Homevideo
| Kategorie                                        | Preisträger | Film                                                         | Nominierungen |
| ------------------------------------------------ | ----------- | ------------------------------------------------------------ | --- |
| Beste DVD-Veröffentlichung                       |             | The Sci-Fi Boys - Die Jungs vom anderen Stern                | 2001 Maniacs Bambi 2 – Der Herr der Wälder Beowulf & Grendel Butterfly Effect 2 Hollow Man 2 |
| Beste DVD-Veröffentlichung eines Klassikers      |             | Godzilla                                                     | Alarm im Weltall Free Enterprise Nightmare – Mörderische Träume Der Schwarze Falke She – Herrscherin einer versunkenen Welt Metaluna IV antwortet nicht |
| Beste DVD-Veröffentlichung einer Special-Edition |             | Superman II – Allein gegen alle (für The Richard Donner Cut) | Die Chroniken von Narnia: Der König von Narnia (für die Extended Edition) Final Destination 3 (für die Thrill Ride Edition) King Kong (für die Deluxe Extended Edition) Oldboy (für die Ultimate Collector’s Edition) Saw II (für die Unrated – Special Edition) |
| Beste DVD-Veröffentlichung einer Fernsehserie    |             | Masters of Horror                                            | Deadwood (für The Complete Second Season) Doctor Who (für The Complete Second Series) Lost (für The Complete Second Season) Mystery Science Theater 3000 (für Collection V. 9-10) Spooks – Im Visier des MI5 (für Volume 4)                                      |
| Beste DVD-Neuveröffentlichung einer Fernsehserie |             | Adventures of Superman (für The Complete Six Season)         | Unglaubliche Geschichten (für The Complete First Season) Saturday Night Live (für The Complete First Season) Die Enterprise Die Seaview – In geheimer Mission (für Seasons 1 & 2) Verrückter wilder Westen (für The Complete First Season)                       |
| Beste DVD-Kollektion                             | MGM         | James Bond Ultimate Edition (Collections 1-4)                | Sony für The Premiere Frank Capra Collection Universal für The Boris Karloff Collection Warner Bros. für Hollywood Legends of Horror Collection Warner Bros. für Superman Ultimate Collector’s Edition Warner Bros. für The Exorcist – The Complete Anthology    |

### Ehrenpreise
| Kategorie                  | Preisträger                                                       | Film | Nominierungen |
| -------------------------- | ----------------------------------------------------------------- | ---- | ------------- |
| Special Award              | Stephen Chiodo Jim Strain                                         |      |               |
| Filmmaker’s Showcase Award | James Gunn                                                        |      |               |
| Rising Star Award          | Matt Dallas                                                       |      |               |
| George Pal Memorial Award  | Kerry O’Quinn (für den früheren Herausgeber des Starlog-Magazins) |      |               |